# Pygmodeon puniceum
Pygmodeon puniceum là một loài bọ cánh cứng trong họ Cerambycidae.